# Mike Bonin
Mike Bonin (sinh ngày 19 tháng 3 năm 1967) là một chính khách người Mỹ và là ủy viên hội đồng thành phố Los Angeles từ Quận 11. Bonin nhậm chức vào ngày 1 tháng 7 năm 2013. Một đảng viên Dân chủ, được coi là tiến bộ về chính trị. Ông là người đồng tính.
Sinh ra ở Clinton, Massachusetts, Bonin là một người nghiện ma túy và nghiện rượu đang hồi phục. Ông có một thời gian ngắn làm phóng viên ở Massachusetts và California trước khi trở thành chính khách.

## Tuổi thơ
Bonin tốt nghiệp Trường Trung học Clinton ở Clinton, Massachusetts năm 1985. Ông nội của ông William P. Constantino là đại diện của tiểu bang và là thẩm phán ở thị trấn Clinton.  Chú của ông William P. Constantino Jr. cũng từng là đại diện của tiểu bang. Bonin tốt nghiệp Đại học Harvard.

## Đời tư
Bonin sống ở Mar Vista với chồng, Sean Arian, người anh kết hôn vào mùa hè năm 2014. Thị trưởng Eric Garcetti đã thực hiện lễ cưới. Arian là người sáng lập và Chủ tịch của EOS Consulting và cũng đóng vai trò là người sáng lập và chiến lược gia trưởng cho Bixel Exchange, một vườn ươm khởi nghiệp công nghệ được tạo ra bởi Phòng thương mại ở khu vực Los Angeles và Trung tâm phát triển doanh nghiệp nhỏ. Mặc dù chưa bao giờ thực sự vô gia cư, Bonin đã tự mô tả mình là "mọc răng trên bờ vực vô gia cư" sau khi học đại học, phải chịu đựng nhiều năm vì nghiện meth và rượu, mà anh nói rằng mình đã vượt qua.

## Sự nghiệp chính trị
Bonin bắt đầu sự nghiệp chính trị của mình trong chính trị thành phố Los Angeles vào năm 1996, gia nhập đội ngũ nhân viên của Ủy viên Hội đồng Thành phố L.A Ruth Galanter. Trong bảy năm gắn bó với Galanter, ông làm phó giám đốc lập pháp, giám đốc quận và phó chánh văn phòng.
Từ 2003 đến 2004, Bonin làm việc tại Văn phòng Dân biểu Jane Harman với tư cách là phó chánh văn phòng và giám đốc quận.
Năm 2005 Bonin quản lý chiến dịch thành công của Bill Rosendahl cho hội đồng thành phố L.A. Ông Rosendahl sau đó đã bổ nhiệm Bonin làm chánh văn phòng.

### Chiến dịch Hội đồng thành phố 2013
Trong mùa hè năm 2012, Rosendahl tuyên bố ông đã được chẩn đoán mắc bệnh ung thư, vào tháng 10 tuyên bố ông sẽ không tìm kiếm sự tái sinh. Ông tán thành Bonin để kế vị ông. Bonin đã chạy đến để thay thế Rosendahl và giành chiến thắng trong cuộc bầu cử với khoảng 13% cử tri đủ điều kiện bỏ phiếu cho họ.

### Chiến dịch bầu cử lại cho Hội đồng thành phố, 2017
Bonin được bầu lại vào ngày 7 tháng 3 năm 2017, đánh bại Mark Ryavec và Robin Rudisill. Bonin đã giành chiến thắng với 17% cử tri đủ điều kiện ủng hộ ông.

## Giải thưởng và phê bình
Được bình chọn là "Best of the Westside" của độc giả Argonaut
Vào năm 2014, Bonin đã được bầu chọn là "Công chức địa phương tốt nhất (được bầu)" trong cuộc thăm dò độc giả "Best of the Westside" hàng năm của The Argonaut. Ông đã tiếp tục giành được giải thưởng vào năm 2015 và 2016 - cả ba năm ông đã đủ điều kiện để nhận nó.

### Được công nhận cho lãnh đạo môi trường của mình
Năm 2016, Bonin đã nhận giải thưởng "Bill Rosendahl Community Champion Award" đầu tiên tại Giải thưởng Lãnh đạo Chính trị của Câu lạc bộ Sierra, và cũng được vinh danh vì công trình cải thiện an toàn cho xe đạp và người đi bộ trong các khu phố trong thành phố.

### Bị chỉ trích vì chính sách vô gia cư của mình
Bonin đã phải đối mặt với sự chỉ trích từ các thành phần liên quan đến chính sách vô gia cư của mình. Trong số các vấn đề khác, sự hỗ trợ của ông cho một cơ sở Bridge Home trong khu dân cư của Venice, cách Trường tiểu học Westminster chưa đầy 2.000 feet, đã khiến các nước láng giềng lo ngại về những tác động đối với cộng đồng của họ. Tuy nhiên, Bonin đã thúc đẩy cơ sở, chi phí ước tính khoảng 9 triệu đô la để cung cấp cũi cho 154 cư dân.